# Musée d'archéologie tricastine
Le musée d'archéologie tricastine ou MUSAT est un musée situé à Saint-Paul-Trois-Châteaux, en France. Labellisé musée de France, le musée retrace l'histoire locale, depuis la préhistoire en Tricastin, à nos jours. Il a été créé en 1986, mais ce n'est qu'en 2005 qu'une salle d'exposition a été trouvée.

## Les collections permanentes
Le musée présente l'Histoire de Saint-Paul-Trois-Châteaux et du Tricastin, à travers des objets remontant du néolithique, à la Révolution française, en passant par le Moyen Âge, et la Renaissance. Une partie des collections permanentes évoque également l'époque contemporaine.

### Nécropole du Valladas
Il s'agit de 240 tombes gallo-romaines trouvées dans les années 1980, sépultures essentiellement à incinération ou inhumations des Ier et IIe siècles comportant un très riche matériel d’offrandes en verre, céramique et métal

.

## Autres activités du musée

### Les expositions temporaires
Plusieurs expositions ont été organisées autour de l'histoire locale :
- Tricastin devenu romain en 2011,
- Rites et cultes en Tricastin en 2013,
- Rites gaulois et romains entre Rhône et Alpes en 2017,
- Artisanat en Tricastin en 2019[4].

### Le musée des enfants
Le musée organise des visites adaptées aux enfants, pour leur faire découvrir l'histoire, ainsi que le travail autour de l'archéologie.